# Entrainment (cronobiologia)
O entrainment (arrasto em inglês), dentro do estudo da cronobiologia, ocorre quando eventos rítmicos fisiológicos ou comportamentais coincidem em período e fase com uma oscilação ambiental. Um exemplo é o "entrainment" dos ritmos circadianos através do ciclo claro-escuro, que é determinado, em última instância pela rotação da Terra. O termo "entrainment" (algo como arrastamento) é justificado por que os ritmos biológicos são endógenos. Eles persistem até quando o organismo é isolado de dicas periódicas ambientais. Dentre as diversas pistas, chamadas de zeitgebers (Alemão para  'doadores de tempo', 'sincronizadores'), que podem contribuir para o entrainment, a luz é de longe a mais importante. Exercício pode também ter um papel.
O ciclo de atividade/descanso(sono) em animais é apenas um dos ritmos circadianos que normalmente passam pelo entrainment através de pistas ambientais. Em mamíferos, esses ritmos endógenos são gerados pelo núcleo supraquiasmático (NSQ) do hipotálamo anterior. O entrainment ocorre através da alteração da concentração de "componentes-relógio" através da alteração da expressão gênica e da estabilidade de proteínas osciladoras.
As oscilações circadianas ocorrem até em células de órgãos isolados e acredita-se que o marca-passo principal no sistema nervoso central, o NSQ, controle os relógios periféricos. Essa relação hierárquica não é a única possível : dois ou mois osciladores podem ser acoplados assumindo o mesmo período sem necessariamente serem dominantes sobre os outros. Essa situação é análoga aos relógios de pêndulo de Huygens.
A fase do entrainment refere-se ao "timing" (temporização) relativo de qualquer evento circadiano dentro do dia de 24 horas.
Quando a higiene do sono não é suficience, a falta de sincronia entre dia e noite pode levar a consequências para a saúde do indivíduo. Há variação significativa dentro dos cronotipos de entrainment normais; é normal para humanos acrodade entre 5 e 9 da manhã, por exemplo. Contudo, pacientes com DSPD, ASPD e  "non-24-hour sleep–wake disorder" (do inglês, desordem do sono-vigília de não-24-horas) não tem seu "entrainment" ao ciclo claro/escuro funcional.